# Leichtathletik-Weltmeisterschaften 2019/Teilnehmer (Kamerun)
| Gelbes Symbol für Goldmedaillen mit stilisierten Olympischen Ringen | Graues Symbol für Silbermedaillen mit stilisierten Olympischen Ringen | Braundes Symbol für Bronzemedaillen mit stilisierten Olympischen Ringen |
| ------------------------------------------------------------------- | --------------------------------------------------------------------- | ----------------------------------------------------------------------- |
| —                                                                   | —                                                                     | —                                                                       |

Der Leichtathletikverband von Kamerun nahm an den Leichtathletik-Weltmeisterschaften 2019 in Doha teil. Zwei Athleten wurden vom kamerunischen Verband nominiert.

## Ergebnisse

### Frauen

#### Sprung/Wurf
| Athletin                | Disziplin   | Qualifikation        | Qualifikation        | Finale               | Finale               |
| Athletin                | Disziplin   | Weite/Höhe           | Platz                | Weite/Höhe           | Platz                |
| ----------------------- | ----------- | -------------------- | -------------------- | -------------------- | -------------------- |
| Auriol Dongmo Mekemnang | Kugelstoßen | nicht auf Startliste | nicht auf Startliste | nicht auf Startliste | nicht auf Startliste |

### Männer

#### Laufdisziplinen
| Athlet         | Disziplin | Vorlauf | Vorlauf | Halbfinale | Halbfinale | Finale | Finale |
| Athlet         | Disziplin | Zeit    | Platz   | Zeit       | Platz      | Zeit   | Platz  |
| -------------- | --------- | ------- | ------- | ---------- | ---------- | ------ | ------ |
| Emmanuel Eseme | 200 m     | 20,87 s | 41      | DNQ        | DNQ        | –      | –      |